# Distretto di Indore
Il distretto di Indore è un distretto del Madhya Pradesh, in India, di 2 585 321 abitanti. È situato nella divisione di Indore e il suo capoluogo è Indore.

## Amministrazione
- Betma
- Depalpur
- Hatod
- Indore
- Manglaya Sadak
- Dr. Ambedkar Nagar
- Mhowgaon
- Palda
- Rau
- Runji Gautampura
- Sawer
- Sinhasa